# Megalancosaurus
Genre
Espèce
Espèces de rang inférieur
- †M. endennae Renesto et al. 2010
- †M. preonensis

Megalancosaurus est un genre fossile de reptiles de la période du Trias supérieur découvert en Lombardie. C'est l'un des Drepanosauridae les plus connus.
L'espèce type est Megalancosaurus preonensis. Selon Paleobiology Database en 2023, une deuxième espèce est référencée dans le genre Megalancosaurus, Megalancosaurus endennae Renesto et al. 2010.

## Systématique

### Taxonomie
Megalancosaurus preonensis a été décrit pour la première fois en 1980. Ses découvreurs l'ont interprété comme un archosaurien, en se basant en partie sur le fait qu'il aurait eu une fenêtre antéorbitaire. En 1994, deux spécimens initialement considérés comme des juvéniles de Drepanosaurus ont été attribués à l'espèce ; depuis, il est considéré comme l'un des membres les plus dérivés du groupe
Une traduction du nom scientifique de l'animal serait « reptile armé long de la vallée de Preone ».

## Anatomie
Il présente un crâne d’une forme similaire à celui des oiseaux.

### Publication originale
- (en) M. Calzavara M., G. Muscio et R. Wild, « "Megalancosaurus preonensis, n. g., n. sp., a new reptile from the Norian of Friuli », Gortania,‎ 1980, p. 49–63 (lire en ligne).